# František Císař
František Císař (24 ottobre 1901 – 22 febbraio 1928) è stato un calciatore cecoslovacco, di ruolo attaccante.

## Carriera

### Nazionale
L'11 giugno 1922 esordisce contro la Danimarca (0-3). Gioca 6 incontri e segna un gol in Nazionale: con Císař in campo la Cecoslovacchia non ha mai perso.